# 인덕원동
인덕원동(仁德院洞)은 경기도 안양시 동안구의 행정동이다.

## 역사
- 1973년 7월 1일 : 안양시 승격으로 안양시 관양동이 됨[1]
- 1990년 5월 20일 : 관양동이 관양1동, 2동으로 분동되었다.
- 1993년 1월 15일 : 평촌택지개발지구내 부림동 분동[2]
- 2024년 1월 1일 : 관양2동을 인덕원동으로 개칭

## 교육
- 인덕원초등학교
- 인덕원중학교
- 인덕원고등학교

## 교통
- 인덕원역